# Anaconda Copper
Anaconda Copper Mining Company fue una de las principales empresas mineras (trust) de inicios del siglo XX.

## Historia
Inicialmente dedicada a la extracción de plata en las cercanías de Butte (Montana), Estados Unidos, fue adquirida posteriormente por Marcus Daly en 1881 y transformada en mina de cobre a consecuencia de los hallazgos de este mineral.
La compañía se transformará en los años siguientes y especialmente en el siglo XX en una de los complejos mineros más importantes del mundo. En su propiedad aparte de Daly participaron inicialmente la familia Rothschild y posteriormente Henry Rogers, Thomas Lawson y William Rockefeller. En 1922 la compañía adquiere Chuquicamata la mina de cobre más grande del mundo ubicada en el norte de Chile. Para ese tiempo Daly y Rogers habían muerto y la compañía era controlada por John D. Ryan, que administró los bienes de la viuda de Daly, Cornelius Kelly y Percy Rockefeller.
La depresión económica de los años 1930 significó para la empresa un importante revés financiero, más aún, los precios internacionales del cobre se redujeron dramáticamente. La Segunda Guerra Mundial reavivó las demandas de cobre por un tiempo, las que volvieron a bajar una vez terminado el conflicto. En 1955 inició la explotación de la mina Berkeley en Butte que continuaría posteriormente le empresa ARCO hasta 1982, la cual además heredaría el problema medioambiental dejado por esta.
La participación en la producción mundial de cobre de Anaconda baja paulatinamente desde 1935 en que ocupa el primer lugar con un 17 %, hasta fines de los años sesenta en que se ubica en segundo lugar con 11 %. En este momento la minera debe enfrentar el proceso de nacionalización del cobre en Chile que debilita de manera importante su situación financiera. En 1971 la mina de cobre mexicana de Anaconda, en Cananea, fue nacionalizada por el gobierno. La adquisición inconveniente de la mina Twin Buttes en el sur de Arizona la debilita aún más. En 1977 es adquirida por la Atlantic Richfield Company (ARCO).